# Útero
O útero é um dos órgãos do aparelho reprodutor nas fêmeas da maioria dos mamíferos, incluindo os humanos. Durante uma gravidez, o útero se expande e o feto se desenvolve em seu interior. É também responsável pela expulsão do feto, através de contrações, no momento do parto.  Uma de suas extremidades, o cérvix, abre-se na vagina; a outra é conectada às duas tubas uterinas (de Falópio).
O programa europeu espera desenvolver um útero artificial na próxima década.

## Função
A principal função do útero é receber embriões que se implantam no endométrio, além de desenvolver vasos sanguíneos exclusivamente para esta função. O embrião, se desenvolve em feto e evolui até o nascimento do bebê. Devido a barreiras anatômicas como a pelve, o útero é empurrado parcialmente para dentro do abdômen devido a sua expansão durante a gravidez.

## Anatomia do útero humano

### Situação
O útero está localizado no interior da pelve imediatamente dorsal (e de alguma maneira rostral) trompa à bexiga urinária e ventral ao reto. Quando não está em estado de gravidez, seu tamanho em humanos é de alguns centímetros de diâmetro.

### Regiões
De fora para dentro, as camadas até o útero são:
- Vagina;
- Cérvix uterino - "colo do útero";
  - Orifício externo do útero;
  - Canal do cérvix;
  - Orifício interno do útero;
- corpus uteri - "Corpo do útero";
  - Cavidade do corpo do útero;
  - Fundo (útero).

### Camadas
As camadas do útero, da mais interna para a mais externa, são as seguintes:
| Camada     | Descrição                                                                                            |
| endométrio | camada vascularizada (ciclo menstrual)                                                               |
| miométrio  | (camada muscular) O útero consiste principalmente de tecido muscular liso, conhecido como miométrio. |
| perimétrio | (camada serosa) O tecido frouxo que o envolve é chamado de perimétrio.                               |
| peritônio  | O útero é envolvido pelo peritônio.                                                                  |

### Principais ligamentos
O útero é mantido em seu lugar por diversos ligamentos peritoneais, dos quais os seguintes são os mais importantes (existem dois de cada):
| Nome                                                  | Origem                                  | Inserção                    |
| ligamento largo do útero (mesométrio)                 | laterais do útero                       | paredes e assoalho da pelve |
| ligamento redondo do útero                            | ângulo lateral do útero (corno uterino) | lábios maiores              |
| ligamento ovariano (ou "ligamento próprio do ovário") | superfície lateral do útero             | ovários                     |
| Ligamento tranverso do colo                           | colo do útero e fórnice da vagina       | paredes laterais da pelve   |

### Posição

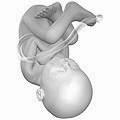
Feto com 40 semanas de idade gestacional.

Classicamente, o útero é descrito como estando direccionado em ante-verso-flexão. Ante-flexão é a projecção do corpo sobre o colo para a frente, formando um ângulo. Ante-versão é a projecção do corpo para a frente do eixo da cavidade pélvica e do colo para trás desse mesmo eixo transversal. Esta é a posição clássica, contudo, ela é bastante variável, uma vez que a sua direcção depende da pressão das outras vísceras abdominais, bem como da posição do indivíduo. A posição clássica, aliás, só se verifica quando, tanto a ampola rectal como a bexiga se encontram praticamente esvaziadas. Caso contrário, o seu enchimento provoca uma diminuição da anteversão.

## Patologia
Alguns estados patológicos incluem:
- Adenomiose - crescimento ectópico de tecido endometrial no interior do miométrio;
- Carcinoma do cérvix - neoplasma maligno;
- Cancro do útero
- Cisto de Naboth;
- Gravidez ectópica;
- Malformação uterina;
- Mioma;
- Piometra - infecção do útero, visto mais comumente em cães;
- Prolapso do útero;
- Síndrome de Rokitansky;
- Uterine Didelphys - dividido ou útero/vagina duplos;
- Fibroids - neoplasmas benignos;
- Útero retrovertido.
- Útero bicorno

## Transplante de útero
o primeiro nascimento após um transplante de útero aconteceu na Suécia em 2014. Até 2021, já aconteceram cerca de 20 nascimentos após um transplante de útero em todo o mundo.
Desde o primeiro transplante até 2023, foram realizados 100 transplantes de útero em todo o mundo e nasceram cerca de 50 bebés, principalmente nos EUA e na Suécia, mas também na Turquia, Índia, Brasil, China, República Checa, Alemanha, França e Reino Unido.

## Imagens adicionais

Anatomia do útero
Vista frontal esquemática da anatomia feminina
Útero e tubas uterinas
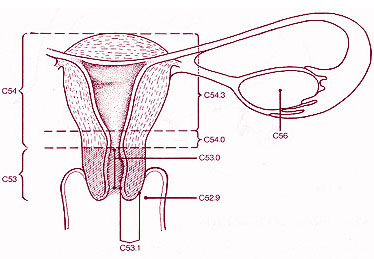
Esquema do útero e ovário
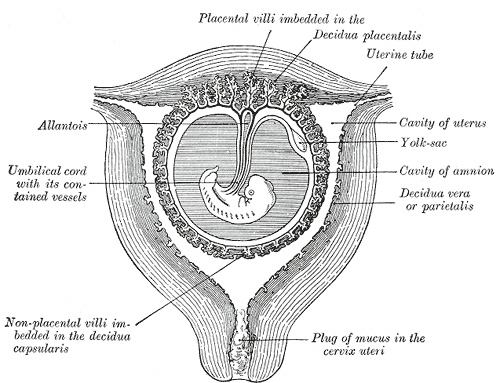
Plano seccional de um útero gravídico no terceiro e quarto mês
Feto no útero, entre o quinto e sexto mês
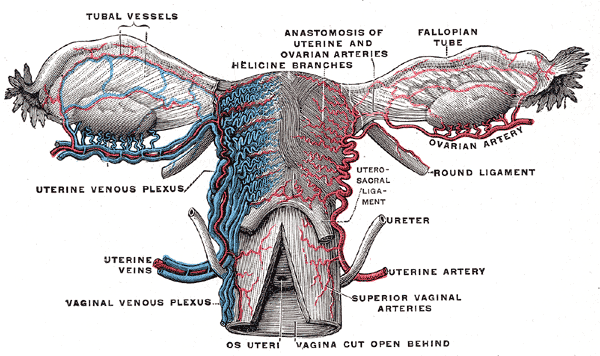
Vasos do útero, vistos por trás
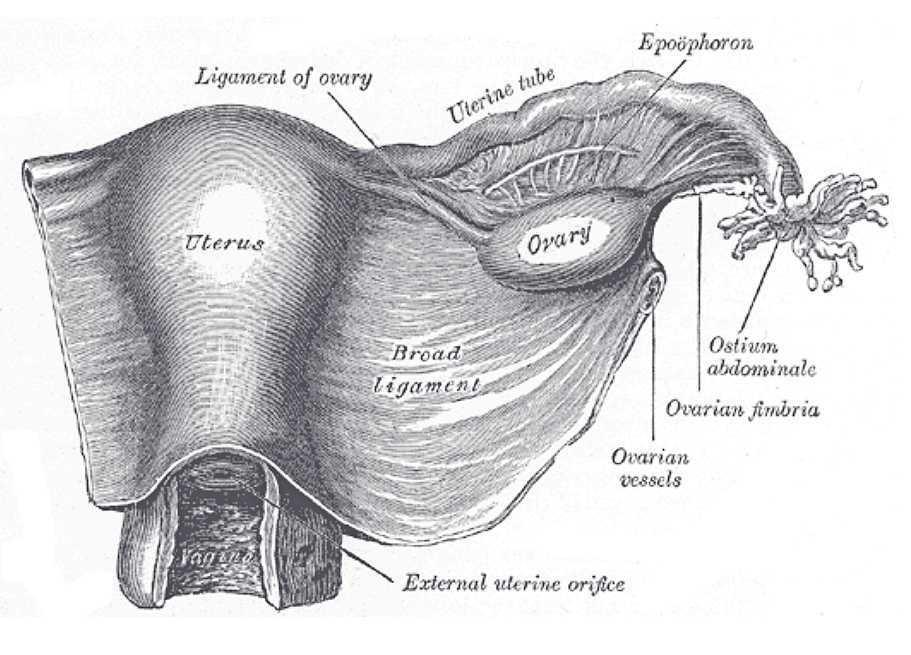
Útero e ligamento largo direito, vistos por trás
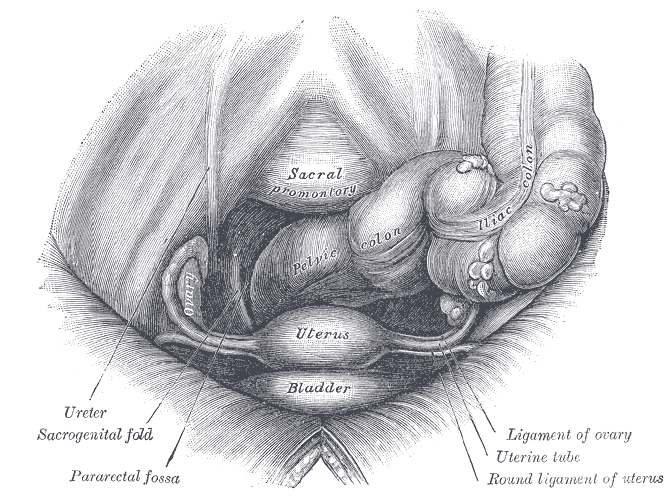
Pelve feminina e seu conteúdo, vistos de cima e pela frente
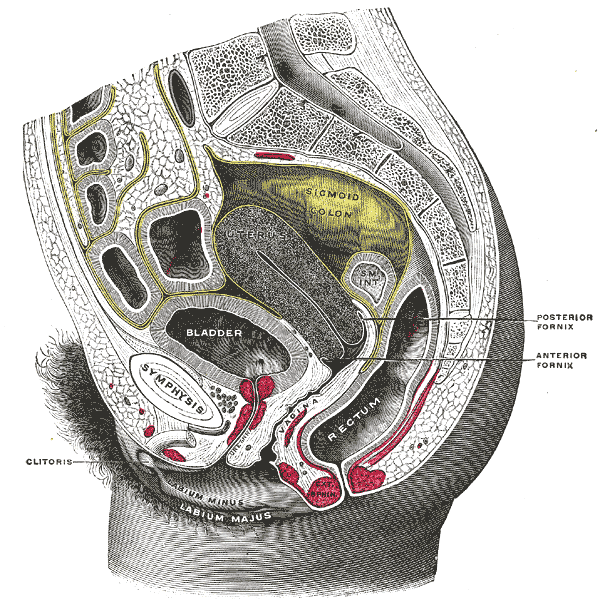
Secção sagital da parte inferior do tronco feminino, segmento direito
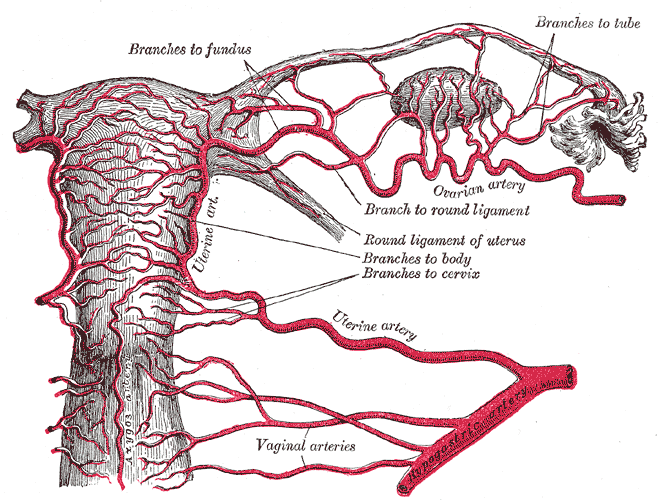
As artérias dos órgãos internos femininos, vistas por trás
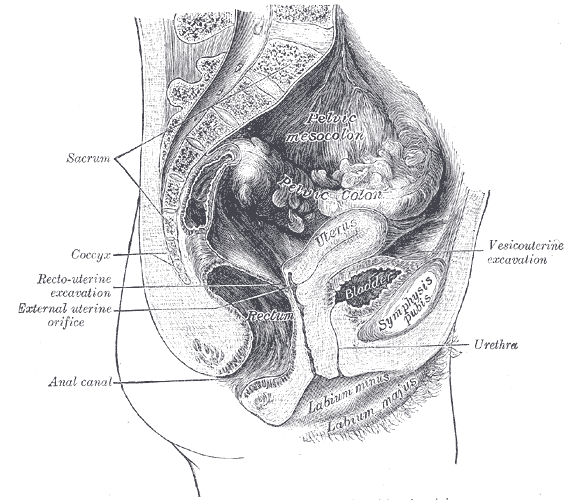
Secção sagital mediana da pelve feminina.